# Guidan Amoumoune
Guidan Amoumoune è un comune rurale del Niger facente parte del dipartimento di Mayahi nella regione di Maradi.